# Insigne de destruction de blindés
Ne doit pas être confondu avec Insigne de combat des blindés.
L'insigne de destruction de blindés (en allemand : Sonderabzeichen für das Niederkämpfen von Panzerkampfwagen durch Einzelkämpfer ou raccourci : Panzervernichtungsabzeichen) est une décoration militaire allemande du Troisième Reich, créée en 1942, et attribuée aux soldats des troupes de la Wehrmacht durant la Seconde Guerre mondiale.

## Historique
Il a été institué par Adolf Hitler le 9 mars 1942 pour honorer les soldats qui à eux-seuls ont détruit un blindé ennemi avec des explosifs à main. Cette récompense a été rendue rétroactive au début de l'invasion de l'Union soviétique (22 juin 1941).
Comme certains soldats ont cumulé plusieurs de ces insignes, il est devenu évident qu'une classe supérieure fut nécessaire. Par conséquent, le 18 décembre 1943, une classe Or a été instituée pour signifier la destruction dans les mêmes conditions de 5 chars adverses.
L'Insigne de destruction de blindés se compose d'une représentation d'un Panzer IV noirci de 43mm x 18mm attachée à un ruban de 33 mm x 88 mm argenté. La plaque de représentation est fixée au ruban par trois crochets inclinés sur une plaque de métal oblongue, et recouvert de coton noir. Le ruban d'argent comprend une bande noire en coton de 4 mm horizontalement positionnée à 2 mm des bords supérieurs et inférieurs du ruban.
L'insigne en Or est du même genre avec quelques exceptions notables. Le ruban est composé de fil d'or, et les premières donations comprennent un badigeon d'argent sur la représentation du char. Ultérieurement, ces récompenses utiliseront la représentation du char noirci de la classe Argent.
A noter qu'un insigne très similaire (avec la silhouette d'un avion remplaçant celle d'un blindé) fut institué le 12 janvier 1945, le Tieffliegervernichtungsabzeichen ou insigne de destruction d'aéronefs volant à basse altitude (classe argent et or), attribué au soldat ayant abattu un avion ennemi à l'arme légère ou lanceur type fliegerfaust. Il n'a peut-être jamais été décerné,.

## Critères d'attribution
L'insigne de destruction de blindés est attribué à des soldats qui ont détruit un char ennemi à eux-seuls par une arme anti-char manuelle. Les unités anti-chars ne sont pas admissibles à cette récompense.

### Insigne en argent
La destruction en solitaire d'un char ennemi par l'utilisation d'armes à main, comme une grenade à main, Panzerfaust, explosif artisanal, etc.

### Insigne en or
La destruction en solitaire de cinq blindés ennemis en utilisant des armes à main, comme une grenade à main, Panzerfaust, explosif artisanal, etc.

## Bénéficiaires notables

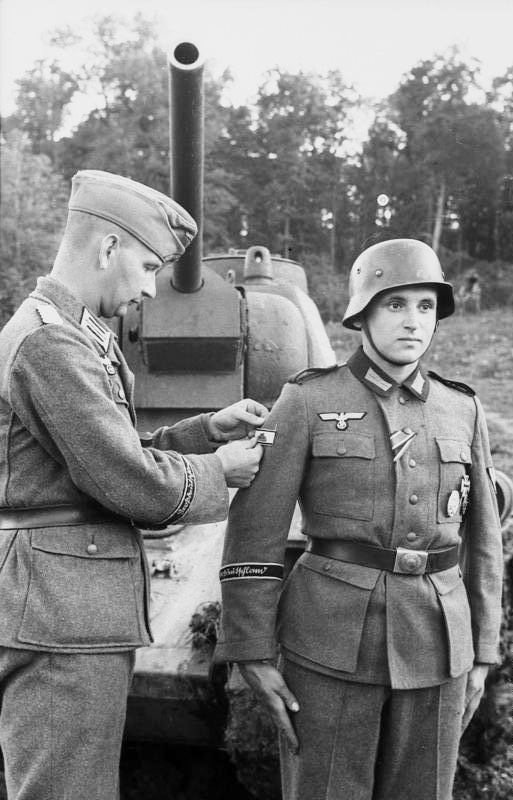
Remise de l'insigne de destruction de chars à un soldat de la Division Grossdeutschland, Russie, 1944

| Nom                         | Blindés détruits |
| --------------------------- | ---------------- |
| Günther Viezenz             | 21               |
| Adolf Peichl                | 11               |
| Eugène Vaulot               | 10               |
| Michael Pössinger           | 5                |
| Oskar Wolkerstorfer         | 4                |
| Christian Tychsen           | 4                |
| Franz Bäke                  | 3                |
| Urbano Gómez García         | 2                |
| Hans Dorr                   | 2                |
| Sylvester Stadler           | 2                |
| Günther-Eberhardt Wisliceny | 2                |
| Karl Auer                   | 1                |
| Ernst-Günther Baade         | 1                |
| Rudolf Demme                | 1                |
| Heinz-Georg Lemm            | 1                |
| Werner Mummert              | 1                |
| Joachim Peiper              | 1                |
| Theodor Tolsdorff           | 1                |

## Crédit
- (en) Cet article est partiellement ou en totalité issu de l’article de Wikipédia en anglais intitulé « Tank Destruction Badge » (voir la liste des auteurs).